# Rajd Elmot 1997
Rajd Elmot 1997 – 22. edycja Rajdu Elmot. Był to rajd samochodowy rozgrywany od 15 do 17 maja  1997 roku. Była to trzecia runda Rajdowych Samochodowych Mistrzostw Polski w roku 1997. Rajd składał się z dwudziestu siedmiu odcinków specjalnych.

## Wyniki końcowe rajdu[1]
| Miejsce | Kierowca             | Pilot            | Samochód                  | Czas    | Strata | Grupa Klasa |
| ------- | -------------------- | ---------------- | ------------------------- | ------- | ------ | ----------- |
| 1       | Janusz Kulig         | Jarosław Baran   | Renault Mégane Maxi       | 2:28:19 | -      | A8          |
| 2       | Jarosław Pineles     | Maciej Wodniak   | Mitsubishi Lancer Evo III | 2:38:55 | +10:36 | N4          |
| 3       | Piotr Świeboda       | Andrzej Górski   | Mitsubishi Lancer Evo III | 2:40:12 | +11:53 | N4          |
| 4       | Bartłomiej Baniowski | Grzegorz Gajoch  | Subaru Impreza WRX        | 2:47:11 | +18:52 | N4          |
| 5       | Adam Magaczewski     | Andrzej Białowąs | Ford Escort RS Cosworth   | 2:47:23 | +19:04 | A8          |
| 6       | Tomasz Kuchar        | Tomasz Malec     | Opel Astra GSi 16V        | 2:47:36 | +19:17 | N3          |
| 7       | Łukasz Sztuka        | Zbigniew Cieślar | Nissan Sunny GTi          | 2:48:10 | +19:51 | N3          |
| 8       | Krzysztof Tercjak    | Krzysztof Wolarz | Ford Escort RS Cosworth   | 2:52:39 | +24:20 | A8          |
| 9       | Jerzy Wierzbołowski  | Bogusław Lepiarz | Ford Escort RS Cosworth   | 2:52:44 | +24:25 | A8          |
| 10      | Tomasz Czopik        | Łukasz Wroński   | Honda Civic VTi           | 2:56:03 | +27:44 | A6          |